# Fantastic Factory
Fantastic Factory fue una productora de películas española que se especializó en el cine de terror y fantástico rodado en inglés. Fue creada en 2001 por la empresa Filmax y desapareció en mayo de 2007. Durante ese tiempo produjo un total de nueve películas.
Fantastic Factory estaba dirigida por el productor Julio Fernández (Manolito Gafotas o Los sin nombre) y por el director Brian Yuzna, quien dirigió buena parte de la producción de Fantastic Factory.

## Películas producidas
| Año  | Título                               | Director          | Reparto | IMDb    |
| ---- | ------------------------------------ | ----------------- | --- | ------- |
| 2000 | Faust. La venganza está en la sangre | Brian Yuzna       | Mark Frost, Isabel Brook, Andrew Divoff, Jeffrey Combs, Mónica Van Campen, Fermí Reixach, Junix Inocian, Marc Martínez, Francisco Maestre, Ronny Svensson y Jennifer Rope        | 0223268 |
| 2001 | Arachnid                             | Jack Sholder      | Chris Potter, Neus Asensi, José Sancho, Alex Reid, Ravil Isyanov, Luis Lorenzo, Rocqueford Allen, Robert Gabriel, Jesús Cabrero y Héctor Chuquín                                 | 0271972 |
| 2001 | Dagón, la secta del mar              | Stuart Gordon     | Ezra Godden, Raquel Meroño, Paco Rabal, Macarena Gómez, Brendan Price, Birgit Bofarull, Javier Sandoval, Uxía Blanco, Víctor Barreira, Ferrán Laoz, Alfredo Villa y José Lifante | 0264508 |
| 2002 | Darkness                             | Jaume Balagueró   | Anna Paquin, Lena Olin, Iain Glen, Giancarlo Giannini, Fele Martínez, Fermí Reixach y Stephan Enquist                                                                            | 0273517 |
| 2003 | Romasanta. La caza de la bestia      | Paco Plaza        | Julián Sands, Elsa Pataky, John Sharian, Gary Piquer, David Gant, Maru Valdivielso, Laura Mañá, Luna Mcgill, Carlos Reig, Reg Wilson e Ivana Baquero                             | 0374180 |
| 2003 | Beyond Re-Animator                   | Brian Yuzna       | Jeffrey Combs, Jason Barry, Elsa Pataky, Enrique Arce, Nico Baixas, Lolo Herrero, Raquel Gribler, Simón Andreu, Santiago Segura y Bárbara Elorrieta                              | 0222812 |
| 2004 | Rottweiler                           | Brian Yuzna       | William Miller, Irene Montalà, Paulina Gálvez, Paul Naschy, Bárbara Elorrieta, Lolo Herrero y Lluís Homar                                                                        | 0371920 |
| 2005 | La monja                             | Luis de la Madrid | Anita Briem, Belén Blanco, Cristina Piaget, Manu Fullola, Alistair Freeland, Teté Delgado, Oriana Bonet, Paulina Gálvez, Natalia Dicenta y Lola Marcelli                         | 0371853 |
| 2006 | Bajo aguas tranquilas                | Brian Yuzna       | Michael Mckell, Charlotte Salt, Raquel Meroño, Patrick Gordon, Pilar Soto, Josep María Pou, Manuel Manquiña, Diana Peñalver y David Meca                                         | 0371572 |